# Call of Duty: Warzone
Call of Duty: Warzone, renommé en novembre 2022 Warzone Caldera, est un jeu vidéo de battle royale jouable gratuitement développé par Infinity Ward et Raven Software et édité par Activision, sorti le 10 mars 2020 sur Xbox One, PlayStation 4 et Microsoft Windows.
Le jeu fait partie du titre Call of Duty: Modern Warfare (sorti en 2019), tout en étant jouable par ceux qui ne le possèdent pas. Il est par la suite intégré aux jeux Call of Duty: Black Ops Cold War (sorti en 2020) et Call of Duty: Vanguard (sorti en 2021).
Warzone permet le combat multijoueur en ligne entre 150 joueurs dans la ville fictive de Verdansk en Kastovie (pays aussi fictif), et propose à la fois un jeu multiplateforme et une progression multiplateforme entre les trois jeux.
Le 20 mars 2020, Activision a annoncé que le jeu avait dépassé les 30 millions de joueurs au cours des 10 premiers jours. En avril 2021, le jeu a dépassé les 100 millions de joueurs actifs.
Call of Duty: Warzone est le premier opus d'une série : une suite, intitulée Call of Duty: Warzone 2.0, est sortie le 16 novembre 2022. Une version mobile, nommée Call of Duty: Warzone Mobile, est sortie en 2024.

Comme annoncé par Activision au début de l'été 2023, Warzone Caldera à définitivement fermé ses portes le 21 Septembre 2023. La fin d'une ère pour beaucoup de joueurs, Activision abandonne Caldera pour se consacrer sur le futur du Warzone 2.

## Système de jeu
Call of Duty: Warzone est un jeu vidéo de battle royale mettant en scène jusqu'à 150 joueurs par partie (et jusqu'à 200 joueurs dans certains modes).
Le jeu propose plusieurs armes, certaines sont issues du jeu Modern Warfare, d'autres de la série Black Ops. Lorsqu'il y a une nouvelle mise à jour, de nouvelles armes sont ajoutées et leurs caractéristiques peuvent être modifiées. Ainsi, selon les mises à jour, certaines armes sont "meilleures" que d'autres, jugées plus puissantes et plus efficaces contre ses adversaires. Pour la première saison, l'arme "GRAU" qui était utilisée par de nombreux joueurs. L'arme avait la caractéristique d'être très facile à contrôler et possédait un excellent time-to-kill. Une autre arme était aussi considérée comme méta, le pompe R9-0 avec comme munitions "souffle du dragon". La saison 2 a mis en avant un pistolet de Modern Warfare, le Sykov. En débloquant plusieurs accessoires, il était possible d'avoir l'arme en Akimbo (un pistolet dans chaque main) et en automatique. Pour la saison 3, il s'agit de la FFAR, un fusil d'assaut automatique. Pour la saison 4, plusieurs nouvelles armes ont fait leur apparition, notamment la MG82 qui s'avère être la plus puissante du jeu. C'est une mitrailleuse lourde qui possède peu de recul et une grande vélocité. Les développeurs ont rapidement corrigé la puissance de l'arme, en effectuant un patch le 22 juin 2021. La Fara 83 devient alors la meilleure arme du jeu en termes de time-to-kill.

## Saisons
Warzone a eu trois systèmes de saisons basée sur le nouvel épisode annuel de Call of Duty (Modern Warfare, Call of Duty: Black Ops Cold War et Vanguard). Chaque saison apporte du nouveau contenu allant d'au moins deux nouvelles armes jusqu'à rajouter des éléments de gameplay plus approfondis. Les évènements sont des défis à temps limités pour obtenir des récompenses. La saison 1 n'existe pas car elle a eu lieu sur Modern Warfare car Warzone n'était pas encore sorti.
La saison 2 (MW) est la première saison de Warzone. Elle sort le 11 février 2020 avec l’arrivée de nouvelles armes : la grau 5.56 et la striker 45 et des cartes multijoueur pour MW.
La saison 3 (MW) est disponible le 8 avril 2020. Elle apporte des nouvelles armes : le SKS, le renetti, de nouveaux modes : le mode quatuor et le mode lunettes et armes de dispersion ainsi que des nouvelles apparences d'armes et opérateurs.
La saison 4 (MW) est disponible le 10 juin 2020. Elle apporte des nouvelles armes : la Fennec et la CR-56 AMAX. Aussi des nouveaux modes : le mode argent sale et le battle royale à 200.
La saison 5 (MW) est disponible le 5 aout 2020. C'est une grande saison pour Warzone, avec le thème des mercenaires, elle ouvre le stade, rajoute un train sur la map et ajoute la Shadow Company. Elle ajoute aussi de nouvelles armes : l'ISO et l' AN-94.
La saison 6 (MW) est disponible le 29 septembre 2020. Elle ajoute des nouvelles armes : le SPR-208 et l'AS-VAL, ainsi qu'un nouveau mode, le blindé royale, un système de métro sur Verdansk. Plus tard dans la saison, le couteau papillon est ajouté, puis le célèbre mode zombie de Warzone pour Halloween : The Haunting of Verdansk à partir du 31 octobre 2020. La saison 6, qui devait initialement se terminer le 23 novembre 2020, est en fin de compte prolongée jusqu'au 8 décembre pour la sortie de Cold War.
Avec l'arrivée de Call of Duty: Black Ops Cold War, on poursuit la suite de Warzone avec la saison 1 (CW) le 15 décembre 2020, comme Activision l'avait promis pendant le live de la présentation de Cold War (le but étant de créer une expérience partagée avec Cold War). Cette saison ajoute les armes et les skins de Cold War dans Warzone et le battle pass est désormais synchronisé avec celui de Cold War.
La saison 2 (CW) arrive le 25 février 2021. Elle introduit un nouveau lieu qui représente un navire fictif échoué, le « Vodianoy », et quelques modifications mineures sur la carte. Elle ajoute deux nouveaux modes, résurgence extrême et exfiltration, le nouvel événement zombies Outbreak et de nouvelles armes : la FARA-83 et la LC-10.
La saison 3 (CW) est disponible le 23 avril 2021 avec de nouvelles armes : la PPSH-41 et le K31 suisse (le carv-2 et l'AMP-63 en saison), une nouvelle carte, Verdansk en 1984, l'évènement Hunt for Adler, et l'agrandissement de l'histoire de Call of Duty: Black Ops Cold War.
La saison 4 (CW) est disponible le 16 juin 2021.

## Suite et avenir du jeu
Une suite intitulée Call of Duty: Warzone 2.0 est sortie le 16 novembre 2022 sur Xbox Series, PlayStation 5, Xbox One, PlayStation 4 et Microsoft Windows. Après la sortie de ce dernier, Warzone revient sous un nouveau nom, Warzone Caldera, à partir du 28 novembre à 19h CET. Il n'est plus possible de commencer à jouer à cette version, qui est limitée aux joueurs l'ayant installée pendant sa période active. De plus, le mode Résurgence est retiré du jeu, ne laissant la possibilité aux joueurs que le mode Battle Royale en solo ou quatuor.